# Kinziggau

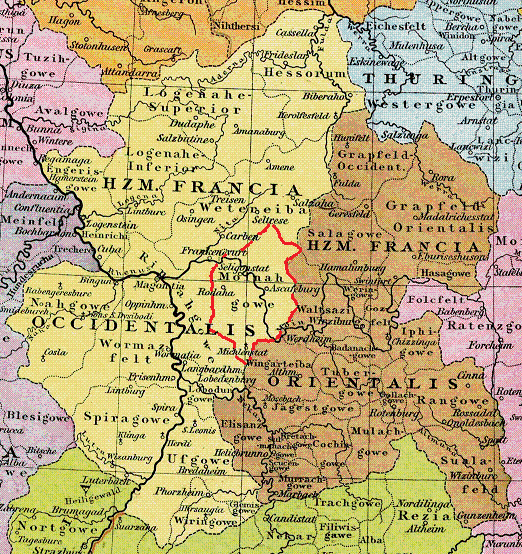
Der Kinziggau befand sich im Nordosten des hier eingezeichneten Maingaues (um 1000)

Der Kinziggau war eine mittelalterliche fränkische Gaugrafschaft, die sich entlang der Kinzig in Hessen erstreckte. Er war der nördlichste Untergau des Maingaues. Weitere Untergaue waren der Rodgau und der Bachgau im Süden sowie der Plumgau im Südwesten.
Der Kinziggau reichte von der Mündung der Kinzig in den Main bis über Gelnhausen. Orte, die ihm angehörten, waren: Höchst, Wirtheim, Kassel, Bieber und Lohrhaupten.

## Geschichte
Das Gebiet gehörte dem Archidiakonat Aschaffenburg an.
Einziger bekannter Gaugraf ist:
- Heribert, † 992, 976 Graf im Kinziggau, Pfalzgraf (Konradiner)